# Haman (Gyeongsangnam-do)
Der Landkreis Haman (kor.: 함안군, Haman-gun) befindet sich in der Provinz Gyeongsangnam-do. Der Verwaltungssitz befindet sich in der Stadt Haman-eup. Der Landkreis hatte eine Fläche von 569 km² und eine Bevölkerung von 69.198 Einwohnern im Jahr 2019.
In der koreanischen Frühzeit war Haman der Sitz von Gaya, einem führenden Staat der Gaya-Konföderation. Viele Relikte aus dieser Zeit sind noch in dem Landkreis erhalten. Nach dem Fall von Gaya fiel Haman an Silla. 757 wurde sein Name in Haman-gun geändert, welchen er bis heute trägt.

Lage des Landkreises in der Provinz Gyeongsangnam-do